# Néman
Néman (rus: Не́ман) és una població russa de l'óblast de Kaliningrad. Fins a la Segona Guerra Mundial formava part de la Prússia Oriental alemanya i era coneguda amb el nom alemany de Ragnit (lituà: Ragainė; polonès: Ragneta).
Està situada a la riba sud del riu Néman del qual porta el seu nom actual i que fa de frontera amb Lituània.
Malgrat que durant segles Ragnit va ser una població de parla alemanya, també era un important centre de la cultura lituana. Martynas Mažvydas, un dels primers escriptors en lituà va viure i ser prevere a Ragnit (Ragainė). Quan, al segle xix el lituà va ser prohibit a l'Imperi Rus després de l'Aixecament de gener, la producció de llibres en lituà es va traslladar a Ragnit i Tilsit. Aquests llibres eren després portats a Lituània pels contrabandistes de llibres anomenats knygnešiai.